# Julien Temple
Julien Andrew Temple (Londres; 26 de novembre de 1953) és un director anglès de documentals, pel·lícules i vídeos musicals. Va començar la seva carrera amb curtmetratges sobre els Sex Pistols i després ha filmat The Great Rock 'n' Roll Swindle, Els principiants, London, the Modern Babylon i una pel·lícula documental sobre Glastonbury.

## Primers anys
Temple va néixer en Kensington, Londres, fill de Landon Temple. La seva germana és la política Nina Temple.
Va estudiar en St Marylebone (d'on va ser expulsat), i King´s College, Cambridge. Els treballs del director anarquista francès Jean Vigo li van interessar pel cinema. Això, juntament amb el seu interès en el primerenc punk de l'escena de Londres en 1976, li va encaminar a la seva amistat amb els Sex Pistols.

## Carrera

### 1970s
La primera pel·lícula del Temple va ser un documental que mostra el sorgiment dels Sex Pistols de 1976 a 1977, en una sèrie de clips curts d'actuacions i entrevistes televisives. Després d'això va dirigir The Great Rock 'n' Roll Swindle, un altre documental. Com Johnny Rotten i Sid Vicious havien deixat ja la banda, la història està contada des del punt de vista del seu manager, Malcolm McLaren.
The Great Rock 'n' Roll Swindle narra el boom dels Sex Pistols, aparentment manipulats per McLaren, i com aquest va donar forma a la banda durant la seva curta carrera. Molts dels 'fets' narrats per McLaren són discutits per John Lydon (Johnny Rotten), qui va acusar McLaren d'utilitzar la pel·lícula per a atacar-lo personalment. Això va ajudar a donar publicitat al documental com un retrat de l'escena punk de l'època, però també es va dir que la seva visió era massa esbiaixada. Controvèrsies a part, Temple va ser lloat per barrejar escenes animades, imatges documentals i imatges de McLaren. Això va ajudar al fet que Temple llancés la seva carrera com a director de vídeoclips.

### Dècada del 1980 i 1990
En 1983 va dirigir una pel·lícula per a la BBC titulada It´s All True (és Tot Cert), on Orson Welles narra molts segments curts sobre l'estat de la indústria del vídeo, reals i imaginats, i molts cameos de celebritats com Mel Brooks, Grace Jones, Ray Davies i Koo Stark. Després va fer un curtmetratge amb David Bowie que va ser inclòs com a característica de suport a la pel·lícula de 1984 En companyia de llops. En 1985 Temple ja era un director de vídeos consagrat pels seus treballs per a Kinks, The Rolling Stones, David Bowie i altres artistes britànics.
En 1986 va fer el seu salt a la pantalla gran amb Els principiants. Una de les pel·lícules més cares de la història britànica i un desastre financer que va ser massacrat per la crítica especialitzada i va provocar la fallida de Goldcrest Films. Temple es va culpar a si mateix pel fracàs i es va mudar als Estats Units, on va dirigir la comèdia musical Earth Girls Are Easy, així com una sèrie de vídeos de música per a Janet Jackson, Neil Young i Tom Petty.
Temple va tornar al Regne Unit a final de la dècada del 1990, on va dirigir un biopic sobre Jean Vigo i la seva dona Lydou. La pel·lícula no va ser ben rebuda: "malgrat ser absolutament fidel als fets, és absolutament espantosa".

### Dècada del 2000 i 2010
Va filmar Pandæmonium (2001), una pel·lícula sobre l'amistat entre els poetes Romàntics Samuel Taylor Coleridge i William Wordsworth, i The Filth and the Fury (2000), un altre documental sobre Sex Pistols. Aquesta vegada la pel·lícula es va fer amb la cooperació dels membres supervivents de la banda i va contar la història des del seu punt de vista.
Entre 2002 i 2005, Temple va completar un documental sobre el Festival de Glastonbury.
El 2010, Temple va dirigir la biografia Ray Davies: Imaginary Man. Anteriorment, havia dirigit diversos vídeos de The Kinks. A més, es va fer referència al seu nom a la cançó de The Kinks Too Hot del seu àlbum Word of Mouth: "Julien's on the street today/ Scouting out locations..."
El 2011, Temple va tornar a Glastonbury per documentar encara més el llegendari festival. La pel·lícula resultant de 75 minuts, titulada "Glastonbury After Hours: Glastopia", es va rodar a Shangri-La, Arcadia, The Unfair Ground, Strummerville, Block 9 i les zones comunes. Es va estrenar a BBC4 el 15 de juny de 2012.
El 4 de març de 2013, es va anunciar que Jesse L. Martin substituiria Lenny Kravitz com a Marvin Gaye a Sexual Healing, dirigida per Temple i produïda per Vassal Benton i Fred Bestall. Amb aproximadament el 70% de la pel·lícula completada i faltant només tres setmanes per un rodatge previst de nou setmanes i mitja, es va aturar la producció de la pel·lícula biogràfica, principalment a causa de problemes financer (es deia que els membres de la tripulació no havien cobrat completament pel seu treball a la pel·lícula).

## Filmografia
- The Great Rock 'n' Roll Swindle (1979)
- UK Subs: Punk Can Take It (1979)
- Biceps of Steel (1980)
- The Secret Policeman's Other Ball (1982)
- It's All True (1983)
- Mantrap (1983)
- Els principiants (1986)
- Running out of Luck (1987)
- Aria (segment Rigoletto) (1987)
- Earth Girls Are Easy (1988)[11]
- Stones at the Max (1991)
- Bullet (1996)
- Vigo: Passion for Life (1998)
- The Filth and the Fury (2000)
- Pandæmonium (2000)
- Glastonbury (2006)
- Joe Strummer: The Future Is Unwritten (2007)
- The Sex Pistols: There'll Always Be An England (2008)
- The Eternity Man (2008)
- Oil City Confidential (2009)
- ¿Requiem For Detroit? (2009)
- Ray Davies - Imaginary Man (2010)
- Paul Weller: Find the Torch (2011)
- Dave Davies - Kinkdom Come (2011)
- London: The Modern Babylon (2012)
- Glastonbury After Hours: Glastopia (2012)
- You Really Got Me (forthcoming)
- Christmas with the Sex Pistols (2013)
- Rio 50 Degrees: Carry On CaRIOca (2014)
- The Clash: New Year's Day '77 (2015), en gran part a la gala d'obertura oficial del club The Roxy l'1 de gener de 1977[12][13]
- The Ecstasy of Wilko Johnson (2015)
- The Strypes: Best Thing Since Cavan (2015)
- The Origin of the Species (2016)
- Habaneros (2017)
- Ibiza: The Silent Movie (2019)
- Crock of Gold: A Few Rounds with Shane MacGowan (2020)
- Sexual Healing[14] (post-production)

### Vídeos musicals
| Any  | Cançó                                | Artista                         | Notes                                                                                         | Ref.   |
| ---- | ------------------------------------ | ------------------------------- | --------------------------------------------------------------------------------------------- | ------ |
| 1977 | "God Save the Queen"                 | Sex Pistols                     |                                                                                               |        |
| 1978 | "My Way"                             | Sid Vicious                     |                                                                                               |        |
| 1979 | "Hey Hey, My My (Into the Black)"    | Neil Young                      |                                                                                               |        |
| 1980 | "Breaking the Law"                   | Judas Priest                    |                                                                                               |        |
| 1980 | "Living After Midnight"              | Judas Priest                    |                                                                                               |        |
| 1980 | "Argent trop cher"                   | Téléphone                       |                                                                                               |        |
| 1980 | "My Perfect Cousin"                  | The Undertones                  |                                                                                               |        |
| 1981 | "She's Got Claws"                    | Gary Numan                      |                                                                                               |        |
| 1981 | "Magnetic Fields Part 2"             | Jean Michel Jarre               |                                                                                               |        |
| 1981 | "Don't Go"                           | Judas Priest                    |                                                                                               |        |
| 1981 | "Heading Out to the Highway"         | Judas Priest                    |                                                                                               |        |
| 1981 | "Hot Rockin'"                        | Judas Priest                    |                                                                                               |        |
| 1981 | "Rock This Town"                     | Stray Cats                      |                                                                                               |        |
| 1981 | "Stray Cat Strut"                    | Stray Cats                      |                                                                                               |        |
| 1981 | "Predictable"                        | The Kinks                       |                                                                                               |        |
| 1981 | "It's Going to Happen!"              | The Undertones                  |                                                                                               |        |
| 1982 | "Save It for Later"                  | The Beat                        |                                                                                               |        |
| 1982 | "Poison Arrow"                       | ABC                             |                                                                                               |        |
| 1982 | "Do You Really Want to Hurt Me"      | Culture Club                    |                                                                                               |        |
| 1982 | "See You"                            | Depeche Mode                    |                                                                                               |        |
| 1982 | "The Meaning of Love"                | Depeche Mode                    |                                                                                               |        |
| 1982 | "Leave in Silence"                   | Depeche Mode                    |                                                                                               |        |
| 1982 | "Come on Eileen"                     | Dexys Midnight Runners          |                                                                                               |        |
| 1982 | "You've Got Another Thing Comin'"    | Judas Priest                    |                                                                                               |        |
| 1982 | "Come Dancing"                       | The Kinks                       |                                                                                               |        |
| 1983 | "Freewheel Burning"                  | Judas Priest                    |                                                                                               |        |
| 1983 | "Don't Forget to Dance"              | The Kinks                       |                                                                                               |        |
| 1983 | "State of Confusion"                 | The Kinks                       |                                                                                               |        |
| 1983 | "Too Much Blood"                     | The Rolling Stones              |                                                                                               |        |
| 1983 | "Undercover of the Night"            | The Rolling Stones              |                                                                                               |        |
| 1984 | Jazzin' for Blue Jean                | David Bowie                     | Promo curta per "Blue Jean"                                                                   |        |
| 1984 | "Do It Again"                        | The Kinks                       |                                                                                               |        |
| 1984 | "She Was Hot"                        | The Rolling Stones              |                                                                                               |        |
| 1984 | "Smooth Operator"                    | Sade                            |                                                                                               |        |
| 1986 | "Absolute Beginners"                 | David Bowie                     |                                                                                               |        |
| 1986 | "Don't Need a Gun"                   | Billy Idol                      |                                                                                               |        |
| 1986 | "Cry for Love"                       | Iggy Pop                        |                                                                                               |        |
| 1986 | "When I Think of You"                | Janet Jackson                   |                                                                                               |        |
| 1987 | "Day-In Day-Out"                     | David Bowie                     |                                                                                               |        |
| 1988 | "This Note's for You"                | Neil Young                      |                                                                                               |        |
| 1989 | "Planet Texas"                       | Kenny Rogers                    |                                                                                               |        |
| 1989 | "No More"                            | Neil Young                      |                                                                                               |        |
| 1989 | "Rockin' in the Free World"          | Neil Young                      |                                                                                               |        |
| 1989 | "Tin Machine"                        | Tin Machine                     | Vídeo promocional mostrat als cinemes abans de la pel·lícula de 1989 Lenny Live and Unleashed |        |
| 1989 | "Free Fallin'"                       | Tom Petty                       |                                                                                               |        |
| 1989 | "Yer So Bad"                         | Tom Petty                       |                                                                                               |        |
| 1989 | "Forever Blue"                       | Swing Out Sister                |                                                                                               |        |
| 1990 | "World on Fire"                      | Jane Wiedlin                    | 24 de maig de 1990                                                                            | [ 15 ] |
| 1990 | "Alright"                            | Janet Jackson                   |                                                                                               |        |
| 1990 | "F*!#in' Up"                         | Neil Young                      |                                                                                               |        |
| 1990 | "Over and Over"                      | Neil Young                      |                                                                                               |        |
| 1990 | "I'm Your Baby Tonight"              | Whitney Houston                 |                                                                                               |        |
| 1990 | "Hold On"                            | Wilson Phillips                 |                                                                                               |        |
| 1991 | "Don't Rock the Jukebox"             | Alan Jackson                    |                                                                                               |        |
| 1991 | "(Everything I Do) I Do It For You"  | Bryan Adams                     |                                                                                               |        |
| 1991 | "Highwire"                           | The Rolling Stones              |                                                                                               |        |
| 1991 | "King of the Hill" (feat. Tom Petty) | Roger McGuinn                   |                                                                                               |        |
| 1991 | "Into the Great Wide Open"           | Tom Petty and the Heartbreakers |                                                                                               |        |
| 1991 | "Learning to Fly"                    | Tom Petty and the Heartbreakers |                                                                                               |        |
| 1992 | "Black Sunshine"                     | Me Phi Me                       |                                                                                               |        |
| 1992 | "Pu' Sho Hands 2Getha"               | Me Phi Me                       |                                                                                               |        |
| 1992 | "Sad New Day"                        | Me Phi Me                       |                                                                                               |        |
| 1992 | "Harvest Moon"                       | Neil Young                      |                                                                                               |        |
| 1992 | "Elvis on Velvet"                    | Stray Cats                      |                                                                                               |        |
| 1993 | "Adam in Chains"                     | Billy Idol                      |                                                                                               |        |
| 1993 | "For Tomorrow"                       | Blur                            |                                                                                               |        |
| 1993 | "Come Undone"                        | Duran Duran                     |                                                                                               |        |
| 1993 | "Too Much Information"               | Duran Duran                     |                                                                                               |        |
| 1993 | "I'm Gonna Soothe You"               | Maria McKee                     |                                                                                               |        |
| 1994 | "The Eyes of Truth"                  | Enigma                          |                                                                                               |        |
| 1994 | "Return to Innocence"                | Enigma                          |                                                                                               |        |
| 1994 | "Pincushion"                         | ZZ Top                          |                                                                                               |        |
| 1996 | "Beyond the Invisible"               | Enigma                          |                                                                                               |        |
| 1997 | "Beautiful Night"                    | Paul McCartney                  |                                                                                               |        |
| 2001 | "Have You Ever"                      | S Club 7                        |                                                                                               |        |
| 2002 | "You"                                | S Club 7                        |                                                                                               |        |
| 2002 | "One Step Closer"                    | S Club Juniors                  |                                                                                               |        |
| 2004 | "Mary"                               | Scissor Sisters                 |                                                                                               | [ 16 ] |
| 2006 | "Love You But You're Green"          | Babyshambles                    |                                                                                               |        |
| 2006 | "The Blinding"                       | Babyshambles                    |                                                                                               |        |
| 2009 | "Postcard From London"               | Ray Davies                      |                                                                                               |        |

## Premis i distincions
Festival Internacional de Cinema de Sant Sebastià
| Any  | Categoria                | Pel·lícula                                      | Resultat  |
| ---- | ------------------------ | ----------------------------------------------- | --------- |
| 2020 | Premi especial del jurat | Crock of Gold: A Few Rounds with Shane MacGowan | Guanyador |